# Episodi di The 100 (prima stagione)
La prima stagione della serie televisiva The 100, composta da tredici episodi, è stata trasmessa in prima visione negli Stati Uniti d'America sul canale The CW dal 19 marzo all'11 giugno.
In Italia, la serie è stata trasmessa dal 1º ottobre al 12 novembre 2014 sul canale Premium Action. In chiaro è stata trasmessa su Italia 1 dal 19 maggio al 23 giugno 2015.
La stagione è stata pubblicata su Netflix il 22 ottobre 2015.
Gli antagonisti principali della stagione sono i Terrestri capitanati da Anya e Tristan.
| n° | Titolo originale         | Titolo italiano                                          | Prima TV USA   | Prima TV Italia  |
| -- | ------------------------ | -------------------------------------------------------- | -------------- | ---------------- |
| 1  | Pilot                    | I Cento                                                  | 19 marzo 2014  | 1º ottobre 2014  |
| 2  | Earth Skills             | Competenze terrestri                                     | 26 marzo 2014  | 1º ottobre 2014  |
| 3  | Earth Kills              | La terra uccide                                          | 2 aprile 2014  | 8 ottobre 2014   |
| 4  | Murphy's Law             | La legge di Murphy                                       | 9 aprile 2014  | 8 ottobre 2014   |
| 5  | Twilight's Last Gleaming | Ultimi bagliori del crepuscolo                           | 16 aprile 2014 | 15 ottobre 2014  |
| 6  | His Sister's Keeper      | Custode di sua sorella                                   | 23 aprile 2014 | 15 ottobre 2014  |
| 7  | Contents Under Pressure  | La tempesta                                              | 30 aprile 2014 | 22 ottobre 2014  |
| 8  | Day Trip                 | Lo sballo di un giorno                                   | 7 maggio 2014  | 22 ottobre 2014  |
| 9  | Unity Day                | Il giorno dell'unità                                     | 14 maggio 2014 | 2 novembre 2014  |
| 10 | I Am Become Death        | Io sono diventato la morte                               | 21 maggio 2014 | 2 novembre 2014  |
| 11 | The Calm                 | La calma                                                 | 28 maggio 2014 | 5 novembre 2014  |
| 12 | We Are Grounders, Part 1 | Noi siamo terrestri - Parte 1: Dichiarazioni di guerra   | 4 giugno 2014  | 5 novembre 2014  |
| 13 | We Are Grounders, Part 2 | Noi siamo terrestri - Parte 2: Gli uomini della montagna | 11 giugno 2014 | 12 novembre 2014 |

## I Cento
- Titolo originale: Pilot
- Scritto da: Jason Rothenberg
- Regia di: Bharat Nalluri

Ambientato nel 2149, 97 anni dopo che una guerra nucleare ha devastato la Terra, gli ultimi esseri umani rimasti abitano in un assembramento di 12 stazioni spaziali in orbita attorno alla Terra. L'unione di queste navicelle è nota come "l'Arca". 100 minorenni condannati per vari reati (per cui verrebbero puniti con la morte superati i 18 anni) vengono inviati sulla superficie terrestre per testare la sua abitabilità. Tra loro c'è Clarke Griffin, la figlia diciassettenne del capo ufficiale medico dell'Arca, la Consigliera Abigail Walters, e del capo ingegnere Jake Griffin. l 100 scoprono una terra lussureggiante piena di nuove meraviglie e pericoli. Clarke si accorge subito che qualcosa è andato storto: infatti il gruppo dei 100 sarebbe dovuto atterrare sul Monte Weather (centrale di emergenza nell'ex-stato della Virginia negli ex-Stati Uniti), in cui erano state sistemate le provviste, ma si ritrovano dalla parte opposta. Un piccolo gruppo di cinque ragazzi, tra cui Clarke, si dirige a Monte Weather per portare cibo e rifornimenti nel luogo dell'atterraggio mentre il resto rimane al sito di atterraggio a celebrare il loro nuovo mondo. Jasper, uno dei cinque, viene ferito e rapito. I ragazzi realizzano quindi di non essere soli. Sull'Arca, il Cancelliere Jaha è stato ferito da un'arma da fuoco, quindi al Consigliere Kane viene affidato l'incarico di Cancelliere pro-tempore. Il nuovo leader non crede nella misericordia in un luogo in cui ogni reato è un crimine capitale e va punito con la morte.
- Guest star: Eli Goree (Wells Jaha), Kelly Hu (Callie Cartwig), Terry Chen (Comandante Shumway), Richard Harmon (John Murphy), Sachin Sahel (Jackson), Alessandro Juliani (Sinclair)
- Musiche: Youngblood Hawke We Come Running, Ben Howard Promise, Imagine Dragons Radioactive
- Ascolti USA: 2.73 milioni[3]

## Competenze terrestri
- Titolo originale: Earth Skills
- Scritto da: Jason Rothenberg
- Regia di: Dean White

Il Cancelliere viene a sapere del probabile destino di suo figlio Wells. Abigail recluta Raven, un ingegnere meccanico, per riparare una capsula di atterraggio che consentirebbe ad entrambe di andare a terra. Intanto sulla Terra, Clarke insieme a Wells, Finn e Bellamy, decide di salvare Jasper, che è stato rapito dai Terrestri. Lo scoprono legato ad un albero con una trappola tesa sotto di lui. Riescono a tornare al campo con Jasper. Bellamy costringe i 100 a togliersi i bracciali (che sarebbero serviti all'Arca per monitorare le loro funzioni vitali) perché ormai sono liberi e non vogliono avere più niente a che fare con chi li aveva condannati sull'Arca. Tuttavia, Clarke riesce a mantenere il suo braccialetto per segnalare all'Arca che è ancora viva e che la Terra è abitabile. I 100 sono osservati, sia dall'Arca nello spazio sia da un Terrestre tra gli alberi.
- Guest star: Eli Goree (Wells Jaha), Lindsey Morgan (Raven Rayes), Rhys Ward (Atom), Richard Harmon (John Murphy), Sachin Sahel (Jackson), Aaron Miko (John Mbege)
- Musiche: Tom Odell Can't Pretend
- Ascolti USA: 2.27 milioni[4]

## La terra uccide
- Titolo originale: Earth Kills
- Scritto da: Elizabeth Craft & Sarah Fain
- Regia di: Dean White

Nel flashback di un anno prima sull'Arca, il padre di Clarke scopre un problema con i rifornimenti e il depuratore di ossigeno e lo racconta ad Abigail mentre Clarke origlia di nascosto. Clarke si confida con Wells e suo padre viene successivamente arrestato dal Cancelliere Jaha e giustiziato. Nel presente, un disperato tentativo di curare le ferite di Jasper porta Clarke, Finn, e Wells fuori dall'accampamento per cercare un'alga con proprietà antibiotiche. Bellamy e altri ragazzi vanno a caccia di cibo e sono seguiti da Charlotte, una tredicenne con un passato travagliato. Una letale tempesta di nebbia acida coglie tutti di sorpresa, costringendo Clarke, Finn e Wells a cercare riparo all'interno di un'auto sepolta. Il gruppo di Bellamy si ritrova nel mezzo della stessa tempesta, e Bellamy e Charlotte riescono a rifugiarsi all'interno di una grotta. Il campo è anch'esso colpito, costringendo i cento a chiudersi sulla navicella. Mentre sono intrappolati, Clarke affronta Wells riguardo al suo tradimento che ha provocato la morte del padre, per scoprire poi che era in realtà sua madre che aveva parlato al Cancelliere e non Wells. Più tardi, Charlotte, seguendo il consiglio che Bellamy le aveva dato in precedenza, fraintendendo il significato delle sue parole, uccide Wells.
- Guest star: Eli Goree (Wells Jaha), Richard Harmon (John Murphy), Chris Browning (Jake Griffin), Rhys Ward (Atom), Izabela Vidovic (Charlotte)
- Ascolti USA: 1.90 milioni[5]

## La legge di Murphy
- Titolo originale: Murphy's Law
- Scritto da: T. J. Brady & Rasheed Newson
- Regia di: P. J. Pesce

Clarke decide di togliersi il braccialetto per far capire a sua madre che la odia per aver ucciso suo padre e lo dà a Monty, che annuncia di poterlo utilizzare per costruire una radio per contattare l'Arca. Octavia tenta di convincere Jasper ad andare oltre il muro del loro accampamento dove trovano però due dita mozzate di Wells ed il coltello di Murphy. Clarke decide di incolpare pubblicamente Murphy, nonostante Bellamy le suggerisca di non farlo, e incita una folla smaniosa di vedere Murphy impiccato. Tuttavia, Charlotte confessa di aver ucciso Wells e Murphy viene liberato. Più tardi, Murphy conduce una rivolta per punire Charlotte, ma lei fugge con Clarke e Finn in un rifugio antiatomico segreto che aveva trovato Finn. Charlotte però scappa e corre in mezzo alla foresta urlando in modo che Murphy riesca a trovarla. Bellamy cerca di portarla via, ma si ritrovano sul bordo di un dirupo. Charlotte si suicida e Bellamy bandisce Murphy. Al campo, Monty tenta di comunicare con la radio costruita fallendo a causa di un cortocircuito. Finn corre al rifugio segreto colmo di frustrazione, ma Clarke lo segue e fanno l'amore. Sull'Arca, Abigail e Raven cercano di acquisire un regolatore di pressione per la capsula, ma Kane lo scopre e arresta Abby che ordina a Raven di partire senza di lei. Raven si lancia fuori dall'Arca e si prepara a entrare nell'Atmosfera. I 100 notano la scia lasciata dalla capsula e decidono di recarsi nel luogo dell'atterraggio.
- Guest star: Lindsey Morgan (Raven Rayes), Richard Harmon (John Murphy), Izabela Vidovic (Charlotte), Saidah Arrika Ekulona (Nygel), Sachin Sahel (Jackson), Christine Willes (Vera Kane)
- Musiche: Volcano Choir Byegone
- Ascolti USA: 1.69 milioni[6]

## Ultimi bagliori del crepuscolo
- Titolo originale: Twilight's Last Gleaming
- Scritto da: Bruce Miller
- Regia di: Milan Cheylov

Raven raggiunge con successo il suolo ma sviene all'impatto. Bellamy raggiunge il luogo dell'atterraggio prima che lei si risvegli e rimuove la radio, gettandola in un fiume vicino. Clarke e Finn raggiungono il modulo e aiutano Raven a riprendere conoscenza. Clarke scopre che Raven è la ragazza di Finn rimanendone ferita. I tre raggiungono Bellamy, informandolo che, anche se ha sparato a Jaha, egli è vivo. Convinto da Clarke che non è un assassino, Bellamy aiuta a ritrovare la radio. Quando Raven comunica che non può ripararla in tempo i ragazzi pensano ad un piano di riserva, facendo scoppiare i razzi della capsula di atterraggio creando un segnale luminoso che potrà essere visto dall'Arca. Sull'Arca, il piano approvato per la riduzione della popolazione prevede l'isolamento di una sezione, l'induzione del sonno ed il blocco dell'alimentazione di ossigeno. Jaha intende essere presente nella sezione. Abigail cerca disperatamente un altro modo, e mostra alla popolazione dell'Arca il video registrato dal marito. Questo fa sì che alcuni residenti si offrano volontari per il sacrificio, abbastanza persone per soddisfare le esigenze del piano di abbattimento. Jaha intende ancora essere parte della popolazione che si sta sacrificando, ma viene convinto da Kane a sopravvivere. Dopo l'abbattimento, Abigail e Jaha siedono nella cella di Abigail e meditare sugli eventi recenti. Guardano con sorpresa i razzi che appaiono nella finestra sopra la cella e scoprono che i ragazzi sono vivi. Nel frattempo, Octavia viene catturata da un Terrestre.
- Guest star: Lindsey Morgan (Raven Rayes), Lilah Fitzgerald (Reese), Mac Brandt (Tor), Terry Chen (Comandante Shumway), Alessandro Juliani (Sinclair), Ricky Whittle (Lincoln)
- Musiche: Hayden Calnin For My Help
- Ascolti USA: 1.80 milioni[7]

## Custode di sua sorella
- Titolo originale: His Sister's Keeper
- Scritto da: Tracy Bellomo & Dorothy Fortenberry
- Regia di: Wayne Rose

Viene rivelata la storia di Bellamy e Octavia. Nel presente, Bellamy forma una spedizione per andare nel bosco al fine di trovare Octavia. Nel frattempo Clarke e Raven si recano nel bunker segreto di Finn nella speranza di trovare un trasmettitore radio con cui contattare l'Arca. Bellamy, Finn e Jasper salvano Octavia e Finn viene accoltellato nello scontro col Terrestre.
- Guest star: Lindsey Morgan (Raven Rayes), Olivia Steele Falconer (Octavia da giovane), Monique Ganderton (Aurora Blake), Alessandro Juliani (Sinclair), Ricky Whittle (Lincoln), Katie Stuart (Monroe)
- Musiche: C2C Down The Road, Disclosure When A Fire Starts To Burn
- Ascolti USA: 1.97 milioni[8]

## La tempesta
- Titolo originale: Contents Under Pressure
- Scritto da: Akela Cooper & Kira Snyder
- Regia di: John Showalter

I 100 devono vedersela con Finn in punto di morte, e col Terrestre catturato che lo ha pugnalato, il tutto nel bel mezzo di un uragano. Raven crea un collegamento video con l'Arca per provare grazie alle competenze mediche di Abby a salvare Finn ma il pugnale risulta essere stato avvelenato. Il Terrestre mostra ad Octavia il farmaco adatto a salvare il ragazzo solo dopo che lei stessa si è tagliata col coltello avvelenato: è infatti convinta che egli voglia proteggerla. Sull'Arca, Abby vede annullata la sua condanna a morte, ma viene rimossa dal Consiglio. Il suo posto è assegnato all'ex-cancelliere Diana Sydney che però ha altre intenzioni. L'arca inizia i preparativi per Progetto Exodus, l'evacuazione dell'arca, ma la navicella ha spazio solo per circa il 25% degli abitanti.
- Guest star: Lindsey Morgan (Raven Rayes), Kate Vernon (Diana Sydney), Jarod Joseph (Nathan Miller), Ricky Whittle (Lincoln), Alessandro Juliani (Sinclair), Christine Willes (Vera Kane)
- Ascolti USA: 1.88 milioni[9]

## Lo sballo di un giorno
- Titolo originale: Day trip
- Scritto da: Andrei Haq, Elizabeth Craft & Sarah Fain
- Regia di: Matt Barber

Viene stabilito un collegamento video con l'Arca. L'arca informa i 100 di un deposito sotterraneo nelle vicinanze che può servire come rifugio per l'inverno. Bellamy e Clarke indagano, pur essendo seguiti da un ragazzo che ha fatto un patto col comandante Shumway (al fine di garantire un posto sulla prima navicella del Progetto Exodus per sua madre). Octavia rafforza il suo legame col terrestre (chiamato Lincoln) e lo aiuta a fuggire mentre il campo è sotto l'effetto di noci allucinogene. Solo Octavia, Finn, e Raven non ne hanno ingerite. Lincoln viene visto da Finn mentre scappa, ma Finn non lo smaschera. Clarke convince Bellamy a parlare con Jaha: il ragazzo viene graziato dal Cancelliere in cambio di informazioni sul tentativo di assassinio. Questo porta l'arresto e la detenzione di Comandante Shumway, che verrà ucciso nella sua cella da Diana Sydney. 
- Guest star: Lindsey Morgan (Raven Rayes), Kate Vernon (Diana Sydney), Ricky Whittle (Lincoln), Chris Browning (Jake Griffin), Jarod Joseph (Nathan Miller)
- Musiche: Chelsea Wolfe The Waves Have Come
- Ascolti USA: 1.64 milioni[10]

## Il giorno dell'unità
- Titolo originale: Unity Day
- Scritto da: Kim Shumway & Kira Snyder
- Regia di: John Behring

Il "Giorno dell'Unità" si festeggia l'unione delle stazioni spaziali orbitanti attorno alla Terra. Sulla Terra il collegamento video dell'evento di celebrazione viene interrotto quando una bomba esplode durante la cerimonia per gli ingegneri dell'Arca. Diana si ammutina e cerca di far partire la prima navicella con la classe lavoratrice dell'arca. Durante il lancio della nave, che non è stata completamente scollegata dai sistemi principali, vengono provocati danni enormi e un livello dell'Arca subisce un'interruzione di corrente. Al suolo Finn organizza un incontro con il leader Terrestre locale attraverso Lincoln nel tentativo di vivere in pace. Clarke è invitata a rappresentare il gruppo, e va alla riunione. L'incontro non va esattamente come previsto e diversi colpi vengono sparati da entrambe le parti. Quella notte, Clarke e Bellamy vedono la discesa di una navicella, che però va troppo veloce e si schianta violentemente in lontananza. Clarke è scioccata perché pensa che sua madre sia su quella navicella.
- Guest star: Lindsey Morgan (Raven Rayes), Kate Vernon (Diana Sydney), Ricky Whittle (Lincoln), Christine Willes (Vera Kane), Dichen Lachman (Anya), Alessandro Juliani (Sinclair)
- Ascolti USA: 1.73 milioni[11]

## Io sono diventato la morte
- Titolo originale: I Am Become Death
- Scritto da: T. J. Brady & Rasheed Newson
- Regia di: Omar Madha

John Murphy fa ritorno al gruppo. Era stato catturato dai Terrestri che lo hanno torturato per informazioni sui 100. Presto, un virus emorragico mortale si diffonde grazie alla presenza di Murphy, che è stato utilizzato dai Terrestri per diffondere debolezza tra il gruppo in preparazione per un attacco. Raven costruisce una bomba per impedire ai "Terrestri" di attraversare il ponte descritto nel precedente episodio. Bellamy dà a Jasper il compito di far esplodere la bomba. La bomba è un successo e scoppia proprio quando il gruppo di incursori raggiunge il ponte. Murphy soffoca un membro del gruppo che aveva, qualche episodio prima, avvolto la corda attorno al suo collo per impiccarlo. 
- Guest star: Lindsey Morgan (Raven Rayes), Ricky Whittle (Lincoln), Richard Harmon (John Murphy)
- Musiche: Chelsea Wolfe Kettering
- Ascolti USA: 1.46 milioni[12]

## La calma
- Titolo originale: The Calm
- Scritto da: Bruce Miller
- Regia di: Mairzee Almas

Sulla Terra un incendio nel campo distrugge la gran parte degli alimenti, il gruppo invia delle squadre a caccia. Clarke, Finn, e un giovane di nome Myles vi prendono parte. Clarke e Finn sono catturati da Anya e portati al campo Terrestre. Clarke è incaricata di salvare una vittima dell'esplosione al ponte, la sorella di Anya. Clarke lotta per salvarla ma non ci riesce. Finn è portato via per essere giustiziato. Clarke sfugge uccidendo la sua guardia. Bellamy, Raven, Octavia e Monty ricercano la squadra mancante. Nei boschi, Octavia e Raven scoprono Myles ferito. Monty scompare però misteriosamente dopo aver sentito un segnale strano sui loro walkie-talkie. Nel mentre Kane si risveglia su un'arca devastata, cerca sopravvissuti e si rende conto che qualcuno è vivo nel centro di monitoraggio. Egli entra in contatto con Jaha e cerca di resettare e riportare on-line i sistemi. Mentre si stimano i danni, con oltre metà della popolazione dell'arca probabilmente morta, scoprono che ci sono sopravvissuti vicino all'ancoraggio dell'Exodus. Kane passa attraverso un tunnel con cavi di collegamento roventi e trova i sopravvissuti, tra cui Abby.
- Guest star: Lindsey Morgan (Raven Rayes), Richard Harmon (John Murphy), Steve Talley (Kyle Wick), Dichen Lachman (Anya), Alessandro Juliani (Sinclair)
- Ascolti USA: 1.71 milioni[13]

## Noi siamo terrestri - Parte 1: Dichiarazioni di guerra
- Titolo originale: We Are Grounders, Part 1
- Scritto da: Tracy Bellmo & Akela Cooper
- Regia di: Dean White

Clarke e Finn vengono ricatturati da Anya: lui è mandato a morte e lei tenuta in un accampamento temporaneo in cui arriva un Terrestre con un livello di comando maggiore rispetto ad Anya (Tristan). Tristan prende il comando del gruppo Terrestre ed ordina di uccidere Clarke, ma il suo carnefice si rivela Lincoln. Essi cavalcano fino ad una radura dove Clarke ritrova Finn ancora vivo. Lincoln conduce i due in una rete di gallerie sotterranee di una vecchia miniera occupata da un'altra tribù di cui gli stessi Terrestri hanno paura, i Falciatori, forti e feroci cannibali. Lincoln crea un diversivo per i Falciatori, permettendo a Clarke e Finn di fuggire. Murphy intanto soffoca Myles come ha fatto con Connor per vendicarsi e prende in ostaggio Jasper sulla navicella. Bellamy scambia se stesso con Jasper. Mentre Raven e Jasper tentano di aprire la porta della navicella, Murphy si prepara a impiccare Bellamy. La porta si apre mentre Bellamy sta per soffocare, e Murphy scappa al livello superiore, mentre gli altri salvano Bellamy. Murphy fa esplodere tutta la polvere da sparo rimasta per creare un passaggio nella parete della navicella e riesce a scappare. Con l'attacco dei Terrestri imminente, Clarke convince il gruppo a fuggire dal campo e a dirigersi verso l'oceano, anche se Bellamy ritiene che sarebbero più al sicuro all'interno delle loro mura. Sull'Arca Jaha si rende conto che l'unico modo per salvare il resto dei cittadini è quello di utilizzare l'Arca come una navicella di salvataggio dividendola nelle originarie stazioni.
- Guest star: Lindsey Morgan (Raven Rayes), Ricky Whittle (Lincoln), Richard Harmon (John Murphy), Dichen Lachman (Anya), Joseph Gatt (Tristan), Jarod Joseph (Nathan Miller)
- Ascolti USA: 1.58 milioni[14]

## Noi siamo terrestri - Parte 2: Gli uomini della montagna
- Titolo originale: We Are Grounders, Part 2
- Scritto da: Jason Rothenberg
- Regia di: Dean White

I restanti 1.000 cittadini dell'Arca si preparano a tornare sulla Terra. Il Cancelliere Jaha si sacrifica per dare al resto della popolazione una possibilità di sopravvivere. La stazione Mecha riesce ad atterrare in sicurezza. Al campo fortificato dei 100, Tristan conduce i Terrestri all'attacco. Finn e Lincoln si presentano conducendo un gruppo di Falciatori nella carneficina. Anya viene catturata, e la maggior parte dei 100 si chiude nella navicella. Jasper riesce ad attivare i razzi, uccidendo tutti i Terrestri fuori con una grande esplosione. Mentre emergono dalla navicella e osservano la devastazione vengono buttate nel campo delle bombolette. Anya dice: "Gli uomini di montagna!" Tutti svengono. Clarke si sveglia intrappolata in una stanza d'ospedale molto tecnologica. Vede Monty chiuso in una stanza dall'altra parte del corridoio. Un cartello accanto alla sua porta dice "Mount Weather - Reparto di Quarantena".
- Guest star: Lindsey Morgan (Raven Rayes), Ricky Whittle (Lincoln), Richard Harmon (John Murphy), Dichen Lachman (Anya), Joseph Gatt (Tristan), Jarod Joseph (Nathan Miller)
- Musiche: Woodkid The Other Side, Radiohead Exit Music (For A Film)
- Ascolti USA: 1.68 milioni[15]